# 外星植入物
外星植入物（英語：alien implants）是一个幽浮学术语，用于描述在那些外星人绑架事件中植入受害者身体的物件。被描述为具有从远端临场、意识控制到生物遥测的功能（类似人类标记用于实验的野生生物的技术）。和一般的UFO话题一样，“外星植入物“这一概念很少被主流科学关注。

## 历史
据彼得罗杰森在马哥尼亚杂志中所写，外星植入物这一概念可以追溯至1957年三月的一期高个约翰内贝尔（Long John Nebel）广播节目。这期节目采访了幽浮学家约翰罗宾森（John Robinson），他叙述道他的邻居声称被外星人绑架后被其植入在耳后的“小型耳机”持续胁迫。
马萨诸塞州居民·贝蒂安德瑞森（Betty Andreasson）声称1967年外星人对其进行绑架，在此期间，它们在她的鼻子中植入了某种设备。这一事件首次公开赖蒙福勒所著的《安德里森逸闻》（The Andreasson Affair）中。
一名名叫桃乐茜·沃丽斯的加拿大女子声称在1983年有一段类似的经历。后些年，以惠特利·史崔伯（Whitley Strieber）为首的一批作家公布了一系列关于外星人绑架的观点，其中包含了反常的包含“外星植入物”的绑架事件。约翰·E·麦克（John E. Mack）在其著作《绑架：人类遭遇外星人》（Abduction: Human Encounters With Aliens）中提到，他检查过一个二十四岁的女客户交给他的一个“1/2到 3/4 英寸左右的，细长金属丝般”的物品，该客户称这物品是在一次外星绑架后从她的鼻子里冒出来的。加利福尼亚州足科医生罗杰·雷尔（Roger Leir）也声称从病人体内去除过外星植入物。
据阴谋论研究者乔·尼克尔（Joe Nickell）的说法，所谓外星植入物似乎常是玻璃碎片、不规则金属片或碳纤状。它们一般被发现嵌在脚趾、手和小腿之类的四肢部位。尼克尔引用以色列教学医院部门主管维吉尔·普利斯库（Virgil Priscu）的观点“秘密不存在，植入物不存在”，解释称，在一般的坠落事件或赤脚行走中带入身体的普通物件常常被瘢痕组织所包围。

## 流行文化
- 外星植入物首次出现于1953年电影《火星侵略者》，表现为小型针状物，植入在受害者的脖子和胃部。[3]
- 外星植入物内容曾被收录于《X档案》和ABC电视台的电视剧《灵书妙探》的一章中。
- 2002年的电影《它们》（They）中包含了主角从发际线和前额交际处的一个痂状物中拔出一根牙签状的植入物的情节。
- 《豪斯医生》第三季中有一段关于病人颈部嵌入物的情节，蔡司认为它是外星植入物，最后发现是医疗别针的碎片。
- 《美国恐怖故事：疯人院》中角色基特·沃克自称被外星人绑架，检查后在其皮下发现了一个植入物。
- 2013年电影《黑暗天际》讲述了一个关于植入行为和外星绑架的故事。

## 另見
- 植入物